# Hans-Ulrich Graßhoff
Hans-Ulrich Graßhoff (* 28. Januar 1943 in Halle (Saale)) ist ein ehemaliger deutscher Volleyballspieler und -trainer.

## Karriere
Hans-Ulrich Graßhoff wuchs im westfälischen Münster auf und war 1961 Mitbegründer des Volleyballvereins USC Münster. Hier gewann er mit der Männermannschaft von 1965 bis 1972 achtmal in Folge den Deutschen Meistertitel. In dieser Zeit spielte Hans-Ulrich Graßhoff auch in der deutschen Nationalmannschaft, mit der er als Kapitän bei den Olympischen Spielen 1972 in München den elften Platz belegte.
Von 1974 bis 1975 war Hans-Ulrich Graßhoff Trainer des Bundesligisten VBC Paderborn.
Hans-Ulrich Graßhoff war von 1975 bis 2008 Lehrer für Sport und Biologie in Bad Driburg.